# 北海道道929号中春別床丹線
北海道道929号中春別床丹線（ほっかいどうどう929ごう なかしゅんべつとこたんせん）は、北海道野付郡別海町内を結ぶ一般道道である。

## 概要

### 路線データ
- 起点：北海道野付郡別海町中春別（北海道道8号根室中標津線交点）
- 終点：北海道野付郡別海町床丹（国道244号交点）
- 総距離：19.0 km

## 歴史
- 1977年（昭和52年）3月31日 - 路線認定[1]。

## 地理

### 通過する自治体
- 根室振興局
  - 野付郡別海町

### 主な接続道路
別海町
- 北海道道8号根室中標津線 - 中春別（起点）
- 国道244号 - 床丹（終点）